# Caodaísmo
El caodaísmo (en vienamita: Đại Đạo Tam Kỳ Phổ Độ , lit:La Tercera Gran Amnistía Religiosa Universal) es una religión monoteísta sincrética profesada en Vietnam. Fue fundada en 1926 por Ngo van Chieu, funcionario vietnamita bajo la administración francesa, integrando elementos de las religiones abrahámicas (cristianismo e islam), y de religiones orientales (hinduismo, budismo, taoísmo y confucianismo) a partir de su fundador y profeta (Ngo Minh Chieu) quien decía recibir revelaciónes directamente de Dios.
Trata de una religión integradora que acoge a cualquier creyente de otra y que reúne lo que considera mejor de cada una. Su símbolo es el ojo de Dios dentro de un triángulo. Sus ceremonias incluyen cánticos interpretados por un coro con música tradicional vietnamita. Afirman recibir revelaciones de los espíritus de difuntos renombrados como Jesús, Mahoma, Shakespeare o Lenin.

## Estructura
Su estructura es jerárquica, al modo de la Iglesia católica. Sus adeptos visten túnicas de colores diferentes según el rango que ostentan. Hasta 1932 existía un sumo sacerdote a la manera del papa, pero el puesto está vacante desde entonces. Le siguen en escala de mayor a menor los ho-phap (‘cardenales’), don-sus (‘arzobispos’), phoi-sus (‘obispos’), giao-sus (‘sacerdotes de primera categoría’) y los sacerdotes llanos. Todos los cargos, excepto el de máximo pontífice, están abiertos a las mujeres.
Se calcula que el caodaísmo tiene entre 7 y 8 millones de fieles en Vietnam y unos 30 000 (principalmente emigrantes vietnamitas) en Estados Unidos, Europa y Australia.

## Concepto de Dios

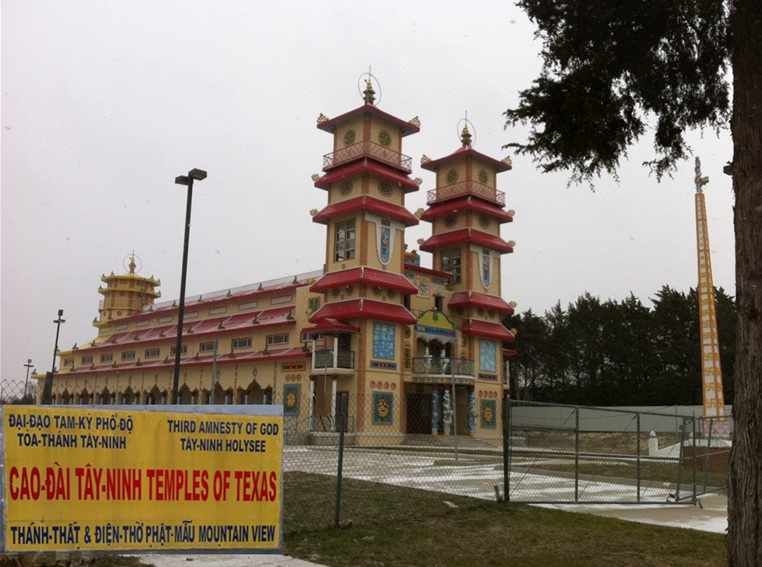
Templo caodaísta en la ciudad de Dallas (estado de Texas).

Los fieles del caodaísmo creen que Dios (en vietnamita:Cao Đài, (escuchar)ⓘ , lit: Gran Señor) es  único, quien creó y gobierna el universo, cuyo nombre propio es "Cao Đài Tiên Ông Đại Bồ Tát Ma Ha Tát" ("El Poder Más Alto [el] Inmortal Antiguo [y] Gran Bodhisattva"), a menudo suele abreviarse como Đức Cao Đài (Venerable Gran Señor).
Según su teología, en el Tercer Período (en un futuro cercano) será de intensa actividad religiosa que uniría a Dios y a la humanidad de formas no imaginadas. Cao Đài también afirma que la Tercera Amnistía establecerá una nueva gran fe para la salvación de los seres vivos antes de la destrucción universal. El objetivo principal de la Tercera Amnistía es la unidad de todas las religiones, que unirá a la humanidad en una familia universal para la paz universal. 
El caodaísmo enseña que, a lo largo de la historia humana, Dios (Cao Đài) ha revelado su verdad muchas veces por boca de muchos profetas, pero estos mensajes siempre fueron ignorados u olvidados debido a la susceptibilidad de la humanidad.

## Cosmogonía
Los caodaístas adoptan el concepto tradicional chino de la dualidad; âm y dương (Yin y yang) que constituyen el equilibrio armonioso del universo. Antes de la creación del universo existía el "dao", la fuente eterna, infinita, sin nombre, sin forma, inmutable. Los principios negativos y positivos del universo son los componentes de la naturaleza eterna.
Hay dos dioses principales, Cao Đài ("Señor Supremo") y Đức Phật Mẫu ("Santa Madre Buda"). Representan respectivamente las fuerzas yang y yin. Cao Đài es visto como el corazón del universo, el Padre común de todos los seres. Él imparte parte de Él a cada ser vivo, incluso a las rocas, en forma de conciencia. Đức Phật Mẫu es venerada como la Madre del universo, responsable de dar formas visibles, conciencia y emociones a toda la vida. En última instancia, Đức Phật Mẫu tiene que seguir las órdenes de "Đức Cao Đài", quien es venerado como el Ser Supremo tanto del Cielo como de la Tierra.
Todos los demás Seres Divinos deben obedecer las órdenes de estos dos Creadores durante el curso de la evolución del universo. Cada uno de ellos tiene un papel específico designado por su padre y su madre. Cualquier ser que se enfrente a ellos se considera demonio por naturaleza.

## Escatología
Los fieles caodaístas creen que existe el cielo y el infierno, que son los principales destinos de las almas después de la muerte. El cielo consta de treinta y seis planos y muchos reinos celestiales sobre cada uno de ellos, p. Ej. el Reino de los Santos, el Reino de la Santa Madre, el Reino de los Seres Perfectos, el Reino de la Corte Divina, El Paraíso de la Alegría Extrema, Nirvana, etc.
Para ir al cielo, se requiere que las almas cultiven sus virtudes y / o se dediquen a causas espirituales. Sin mérito de este último, no pueden escapar del ciclo de nacimiento y muerte, pero pueden mejorar sus virtudes y mérito gradualmente para llegar a mejores lugares en el universo, incluidos los 72 planetas (la Tierra es el 68). La verdadera liberación solo se puede lograr cuando las almas alcanzan el Nirvana, es decir, el reino de los Seres Divinos con más virtudes, méritos y sabiduría.